# Albanië op de Olympische Zomerspelen 1996
Albanië nam deel aan de Olympische Zomerspelen 1996 in Atlanta, Verenigde Staten. Het was de derde keer dat het land deelnam aan de Olympische Spelen, sinds haar Olympisch debuut in 1972. Net als tijdens de twee eerdere deelnames werd er geen medaille gewonnen.

## Deelnemers en resultaten
(m) = mannen, (v) = vrouwen 

### Atletiek
| Olympiër       | Discipline             | Reeksen | Prestatie            |
| -------------- | ---------------------- | ------- | -------------------- |
| Vera Bitanji   | hink-stap-springen (v) | 25e     | kwalificatie: 12,82m |
| Mirela Maniani | speerwerpen (v)        | 24e     | kwalificatie: 55,64m |

### Gewichtheffen
| Olympiër     | Discipline | Reeksen | Prestatie                                                         |
| ------------ | ---------- | ------- | ----------------------------------------------------------------- |
| Ilirjan Suli | −76kg (m)  | 14e     | trekken: 14e met 147,5 kg stoten: 15e met 175 kg totaal: 322,5 kg |

### Schietsport
| Olympiër        | Discipline           | Reeksen | Prestatie                                    |
| --------------- | -------------------- | ------- | -------------------------------------------- |
| Djana Mata      | 10m luchtpistool (v) | 38e     | kwalificatie: 363 punten (90 - 91 - 90 - 92) |
| Djana Mata      | 25 sportpistool (v)  | 20e     | kwalificatie: 575 punten (286 - 289)         |
| Enkelejda Shehu | 10m luchtpistool (v) | 21e     | kwalificatie: 377 punten (95 - 96 - 96 - 90) |
| Enkelejda Shehu | 25 sportpistool (v)  | 15e     | kwalificatie: 576 punten (288 - 288)         |

### Wielersport
| Olympiër     | Discipline       | Reeksen | Prestatie      |
| ------------ | ---------------- | ------- | -------------- |
| Besnik Musaj | wegwedstrijd (m) | DNF     | niet gefinisht |

### Worstelen
| Olympiër          | Discipline | Reeksen | Prestatie                                                           |
| ----------------- | ---------- | ------- | ------------------------------------------------------------------- |
| Shkelqim Troplini | -100kg (m) | 18e     | 1e ronde: V van CAN Ladik: 0-7 2e ronde: V van AZE Mahammadov: 0-10 |

Afghanistan · Albanië · Algerije · Amerikaanse Maagdeneilanden · Amerikaans-Samoa · Andorra · Angola · Antigua‑Barbuda · Argentinië · Armenië · Aruba · Australië · Azerbeidzjan · Bahama's · Bahrein · Bangladesh · Barbados · België · Belize · Benin · Bermuda · Bhutan · Bolivia · Bosnië en Herzegovina · Botswana · Brazilië · Britse Maagdeneilanden · Brunei · Bulgarije · Burkina Faso · Burundi · Cambodja · Canada · Centraal-Afrikaanse Republiek · Chili · China · Chinees Taipei · Colombia · Comoren · Congo-Brazzaville · Cookeilanden · Costa Rica · Cuba · Cyprus · Denemarken · Djibouti · Dominica · Dominicaanse Republiek · Duitsland · Ecuador · Egypte · El Salvador · Equatoriaal-Guinea · Estland · Ethiopië · Fiji · Filipijnen · Finland · Frankrijk · Gabon · Gambia · Georgië · Ghana · Grenada · Griekenland · Groot-Brittannië · Guam · Guatemala · Guinee · Guinee-Bissau · Guyana · Haïti · Honduras · Hongarije · Hongkong · Ierland · IJsland · India · Indonesië · Irak · Iran · Israël · Italië · Ivoorkust · Jamaica · Japan · Jemen · Joegoslavië · Jordanië · Kaaimaneilanden · Kaapverdië · Kameroen · Kazachstan · Kenia · Kirgizië · Koeweit · Kroatië · Laos · Lesotho · Letland · Libanon · Liberia · Libië · Liechtenstein · Litouwen · Luxemburg ·  Macedonië · Madagaskar · Malawi · Malediven · Maleisië · Mali · Malta · Marokko · Mauritanië · Mauritius · Mexico · Moldavië · Monaco · Mongolië · Mozambique · Myanmar · Namibië · Nauru · Nederland · Nederlandse Antillen · Nepal · Nicaragua · Nieuw-Zeeland · Niger · Nigeria · Noord-Korea · Noorwegen · Oeganda · Oekraïne · Oezbekistan · Oman · Oostenrijk · Pakistan · Palestina · Panama · Papoea-Nieuw-Guinea · Paraguay · Peru · Polen · Portugal · Puerto Rico · Qatar · Roemenië · Rusland · Rwanda · Saint Kitts en Nevis · Saint Lucia · Saint Vincent en Grenadines · Salomonseilanden · Samoa · San Marino · Sao Tomé en Principe · Saoedi-Arabië · Senegal · Seychellen · Sierra Leone · Singapore · Slovenië · Slowakije · Soedan · Somalië · Spanje · Sri Lanka · Suriname · Swaziland · Syrië · Tadzjikistan · Tanzania · Thailand · Togo · Tonga · Trinidad en Tobago · Tsjaad · Tsjechië · Tunesië · Turkije · Turkmenistan · Uruguay · Vanuatu · Venezuela · Verenigde Arabische Emiraten · Verenigde Staten · Vietnam · Wit-Rusland · Zaïre · Zambia · Zimbabwe · Zuid-Afrika · Zuid-Korea · Zweden · Zwitserland